# Izba Deputowanych (Rumunia)
Izba Deputowanych (rum. Camera Deputaților) – izba niższa parlamentu Rumunii. Konstytucyjnie liczy 315 członków wybieranych na czteroletnią kadencję, jednak ze względu na specyfikę ordynacji wyborczej, faktyczna liczba deputowanych może być większa. W bieżącej kadencji (2024-2028) wynosi ona 331 posłów.
Wybory odbywają się z zastosowaniem tzw. ordynacji mieszanej. Dodatkowo obowiązuje próg wyborczy. Dla partii wynosi on 5%, dla koalicji dwupartyjnych 8%, dla trójpartyjnych 9%, a dla liczniejszych 10%. Jeśli jednak partia wygra wybory w co najmniej 6 okręgach jednomandatowych, a do tego uzyska co najmniej 3 miejsca w Senacie, próg wyborczy nie ma wobec niej zastosowania. Specjalne zasady dotyczą też mniejszości narodowych. Jeśli reprezentujące którąś z nich ugrupowanie nie uzyska żadnego mandatu w żadnej izbie, ale otrzyma liczbę głosów nie mniejszą niż 10% średniej liczby głosów oddanych na zwycięskich kandydatów w okręgach jednomandatowych, wówczas otrzymuje jedno miejsce w Izbie Deputowanych.
Czynne prawo wyborcze przysługuje obywatelom rumuńskim w wieku co najmniej 18 lat, posiadającym pełnię praw publicznych. Kandydować mogą osoby w wieku co najmniej 23 lat, spełniające powyższe kryteria. Kandydatami nie mogą być osoby zajmujące szereg stanowisk w sferze publicznej, m.in. sędziowie, żołnierze, policjanci oraz urzędnicy państwowi i samorządowi, z wyjątkiem członków rządu.